# Нехералдическа фигура
Нехералдическа фигура (на немски: gemeine Figur, на френски: meuble heraldique) е изобразителен елемент в композицията на щита на герб.

## Характеристики
По произход нехералдическите фигури се разделят на:
1. Естествени фигури – тези фигури са изображения на предмети, реално съществуващи в природата, както и изображения на светци и други фигури, отнасящи се до религията (животни, растения, хора и т. п.);
2. Изкуствени фигури – фигури, създадени от човешка ръка ( оръжия, инструменти, сгради и т. п.);
3. Фантастични фигури – фигури, заимствани от поезията или митологията, имащи наполовина човешки и наполовина животински форми, или изображения на фантастични животни (харпии, грифони, двуглави орли, дракони и т. п.).

Броят на нехералдическите фигури е безкраен –  създавайки нов герб, в него е възможно да се помести всеки произволен предмет от природата, а също плод на изкуството или човешката фантазия. Но въпреки цялата тая маса от нехералдически фигури, някои от тях се използват особено често в хералдиката под формата на добре познат символ или емблема. Тези фигури изискват специални правила за тяхната позиция, външен вид, форма и понякога цвят и по този начин им се придава особено символично значение. 
Нехералдическите фигури могат да бъдат представени в естествени цветове, въпреки че това трябва да се избягва. Хералдическите правила предписват стилизация, доколкото е възможно, с възможно най-добра разпознаваемост на мотива.
Нехералдическата фигура се разграничават от хералдическата фигура, която представлява геометрично разделяне на щита чрез прави, образувайки полета, запълнени с различни хералдически цветове. 
Хералдически щитове често съчетават в себе си хералдически фигури с нехералдически фигури. 
Нехералдическите фигури се характеризират чрез:
- Относително разположение – разположението на нехералдическата фигура е относително в зависимост от разположението на други фигури или полета.
- Абсолютно разположение – някои нехералдически фигури имат свои особени форми, външен вид, разположение, напълно независимо от това, къде вурху щита се намират. Това постоянно място, на което се намира фигурата, или постоянната форма, която тя има, се наричат – абсолютни, т. .е. непроменливи.
- Обърнато или обратни разположение – всички фигури, поместени върху щита, трябва да бъдат обърнати с предната си част надясно. Ако са обърнати наляво, тогава такива фигури се наричат обърнати или обратни. Изключение от това правило са плоски или кръгли фигури, разположени в права линия, както и някои други, които имат свои собствени специални разположения. Фигура, изобразяваща човек ходещ пеша, обикновено се изобразява почти права, само съвсем леко завъртяна надясно.
- Сближаващи се или отдаличаващи се – две фигури понякога се поставят така, че предните им части да са обърнати една към друга или в противоположни посоки. В първия случай фигурите се наричат сближаващи се, а във втория – отдаличаващи се.
- Възникваща фигура – ако се вижда само малка, горна част на фигурата, но не цялата все още – т. е. тя е в процес на появяване на фона на щита.
- Показваща се фигура – при изображения на животни, например, се показват само предните лапи (предната част на животното) или само опашката (задната част на животното).
- Разкъсана фигура – при възникващи или показващи се фигури на животни, ако линията, по която те са отделени от цялото, не е права, а неправилна – оръфана или вълнообразна.
- Пресичаща се фигура – съставна фигура, състояща се от две пресичащи се една друга фигури.
- Разположена в кръст – пресичаща се фигура, която се пресича така, че да образува прав кръст.

## Хора

### Гербове с човешки фигури
Човешките фигури включват всички полове и възрасти, голи или облечени, често с типично облекло (напр. рицар, занаятчия, епископ и т.н.), като представители на различни етноси или нации (разпознаваеми по стереотипи или традиционно облекло), в цял ръст или в частично, или в портретно изложение.
- Гербове с хора
- Герб на град Уман (Украйна) – казак с копие
- Герб на град Петрич
- Герб на град Ванфрид (Германия)
- Герб на град Баден (Австрия)

### Личности
Конкретно назовани лица също могат да представляват хералдически фигури. Те често са светци с техните иконографски атрибути. Срещат се и фигури от христианската вяра, както и гръцката, римската и скандинавската митология.
- Карло Боромео в герба на село Кунтер в кантон Граубюнден (Швейцария)
- Архангел Михаил в герба на Киев
- Свети Георги Победоносец в герба на Москва
- Фортуна с платно в герба на гр. Глюкщат

### Митологични и полиморфни фигури
Тук са поместени фантастични същества.
- Герб на Бургас с морски змей
- Герб на Монтана с римската богиня на лова – Диана
- Герб на Търговище с грифон
- Герб на Варшава (Полша) с русалка
- Герб на Обединеното кралство с еднорог като щитодръжец

### Части на тялото
- Герб на Фюсен (Германия) с три крака
- Герб на Бригитенау (Австрия) с език и ореол на Св. Йоан Непомуцки
- Герб на Радѐхов (Украйна) с око
- Герб на Дания със сърца

### Жестове
Тук ръката или ръцете изразяват специфично значение чрез позата си, например вдигната ръка (борбеност), подадени ръци, здрависващи се (обвързаност, дружба) или ръка в клетвена поза.
- Герб на град Бюнде (Германия) с ръкостискане като знак за съюзничество
- Герб на град Ег (кантон Цюрих)
- Герб на град Гемпен (кантон Золотурн) с ръка в клетвена поза
- Герб на град Бетенхаузен (Германия) с ръце в молитвена поза
- Герб на град Оберамергау с две ръце в клетвена поза
- Герб на Аржентина с две ръкостискащи се ръце

## Животни
Изборът на хералдически изображения често се основава на традиционни народни символи.
- Животни, особено гръбначни животни, най-често бозайници (лъв, мечка, бобър, леопард, пантера, елен, куче, бик, понякога маймуна) и птици (орел, двуглав орел), по-рядко риби, влечуги (най-вече змии), много рядко безгръбначни животни, като пчели, бръмбари, миди, популярни също са митологични фигури и митични същества (еднорог, русалка, пегас, кентавър, грифон, дракон, василиск и т. н.), също части от тела на животни, като еленови рога, конска глава, крила и др.

- За овцете в герба е важно правилното ѝ тълкуване. Това може да доведе до обърквания: овца или агнец. Агнецът Божий е здраво вкоренено в религията, докато обикновената овца означава само животновъдство и развъждане.

### Рога
Съществуват гербове с един, а също и с няколко рога, в естествен вид, леко заострени и извити, с удебелена основа („вкоренени“), при елените („розета“) и овцете често изобразявани като детелина. 

Съществуват и митични рогати фигури, като например риби с рога, както и продукти от рога, предимно ловен сигнален рог или рог за пиене, които се различават от естествения рог по въженцето за окачване и по обработката.
- Герб на град Красичин (Полша) – биков рог
- Герб на община Валцайна (кантон Граубюнден) – рога на елен
- Герб на община Рамщед (Шлезвиг-Холщайн) – рога на овен
- Герб на град Тюбинген – с рога на елен
- Герб на община Кисдорф (Шлезвиг-Холщайн) – с рог на елен лопатар
- Герб на община Добл-Цваринг (Австрия) – отгоре с рога на елен, а отдолу с ловен сигнален рог
- Герб на град Хорн (Австрия) – със ловен сигнален рог

### Особени части от животни
- Герб на община Кюрнбах (Баден-Вюртемберг) – орлови нокти
- Герб на община Айндлинг (Бавария) – орлови нокти
- Герб на Бруххаузен-Филзен – с мечешка лапа
- Герб на Пулшниц – с мечешка лапа
- Герб на град Лаутерщайн (Баден-Вюртемберг) – с птиче крило
- Герб на Айзлебен – две крила
- Герб на Насауския благороднически род от 1450 г. – с криле като нашлемник
- Герб на община Метменщетен (кантон Цюрих) – две противоположно обърнати сраснати глави на черни еднорози
- Герб на община Инари (Лапландия) – риба с рога на северен елен
- Герб на община Итинген (кантон Базел Ландшафт) – риба с крила
- Герб на община Бехтсриет (Горен Пфалц) – феникс
- Герб на община Хербслебен (Тюрингия) – куче-елен
- Герб на община Хьоф-Пребах (Щирия) – лешояд-куче

### Членестоноги
Членестоногите, сред които особено насекомите, са представени в хералдиката само от няколко вида. Пчелите са особено разпространени във френската хералдика. Това се дължи на наполеоновата хералдика, която се опитва да замени хералдическата лилия в гербовете с пчели. Те са били и отличителна черта на гербовете на „добрите градове“ по него време, определени чрез указ като образцови градове според Наполеон I. Като изключим пчелите, други насекоми не са намерили широко приложение в хералдиката. Мравките и мухите, например, са рядко разпространени. Дори красотата на пеперудите не е разколебала тяхното оскъдно представяне сред гербовете.
- Примери:

- Герб на община Бюр (Франция) – със скакалец
- Герб на град Борне (Нидерландия) – с пчели
- Герб на град Вилбон-сюр-Ивет (Франция) – с мухи
- Герб на община Кирхзеон (Бавария) – с пеперуда (Porthetria monacha)
- Герб на община Персан (Франция) – с водни кончета
- Герб на община Мултиа (Финландия) – с мравка
- Герб на община Ростоклати (Чехия) – с бръмбар
- Герб на община Перхо (Финландия) – пеперуда и кръст

- Други примери:

Още по-рядко срещани са паяците. Също така, скорпионът е рядко срещана нехералдическа фигура.
- Герб на община Аранюел (Испания) – с паяк
- Герб на град Асият (Гренландия) – паяжина
- Герб на италианската провинция Таранто – със скорпион
- Герб на италианската провинция Ферара – със скорпион

## Минерали и вкаменелости
Камъни и скали могат да представляват нехералдически фигури. Примери са по-специално кварцът и диамантът.
- Герб на община Роканкур (Франция) – с камък/скала
- Герб на община Бусдорф (Шлезвиг-Холщайн) – с каменна плоча
- Герб на община Лимоне (Франция) – с камък/скала
- Герб на община Ериз-Сен-Дизе (Франция) – с диамант
- Герб на град Удачни – с диамант

Вкаменелости като нехералдически фигури се срещат рядко. Само няколко форми на вкаменелости са подходящи за всеобщо разпознаваема символика. Обикновено се изобразяват амонити и трилобити като важни водещи вкаменелости от палеозоя. Приложението им се отнася до по-новото време, когато научните изследванията в областта на почвознанието получават по-голямо внимание.
- Герб на бившата община Щайнцтал (Австрия)
- Герб на община Муреро (Испания) – с трилобит
- Герб на община Фесенхайм (Франция) – с амонит
- Герб на община Герсхайм (Саарланд) – с амонит
- Герб на община Трефюмел (Франция) – с мида

## Растения
- Растения, особено цветя (роза, лилия) и дървета, също техни части като цветове, листа и плодове. Изобразяването на листата варира от единични листа до цели венци.
- При лозата преплитането на клонките е особено привлекателен елемент в хералдиката. Гроздето е представено в цвят или метал. Композицията върху щита или полето може да бъде от една лозова клонка или две една над друга или една до друга или в центъра във вид на лъчи. От по-малко значимите растения, детелината една от малкото, особено трилистната детелина, която е намерила място в света на хералдиката.
- Други често използвани стилизирани листа са липовото листо, листо от бяла водна лилия, дъбовото листо, както и копривеното листо.
- Палмовата клонка се използва в щита, често придържана от фигури, но също така се среща и около щита, както и като нашлемник. Палмовата клонка е атрибут на мъчениците.

### Дървета
Често избирани дървета са силните дъбове, старите достолепни липи, буковете и яворите с характерната форма на техните листа. Ако дървото е изобразено с корени, то то е „изкоренено“. Това позволява да се използва различен цвят за корените. Дървесните пънове също са популярни в хералдиката.

Двойният дъб се е наложил в хералдиката в стилизирана форма. Това са два ствола на два отделни дъба, които са близо един до друг и в млада възраст под определни условия са се сраснали в долната си част и образуват обща корона нагоре, все едно са едно дърво.
- Герб на град Хаген – със стилизиран златен дъб с пет клона и единадесет листа
- Герб на град Хоен Нойендорф (Бранденбург) – с бял бор
- Герб на община Бух ам Ихрел (кантон Цюрих) – червен бук
- Герб на Кюрасао
- Герб на град Хомбург
- Герб на град Ланген – дъб с три жълъда
- Герб на Хавана – с дъбов венец
- Герб на община Гросенраде (Шлезвиг-Холщайн)
- Герб на град Ним – с палма
- Герб на Саудитска Арабия – с палма
- Герб на благородническия род Пфул от Бранденбургската марка – с палма в нашлемника
- Герб на град Кристийнанкаупунки (Финландия) – с ела
- Герб на град Бад Тенщат (Тюрингия) – с ела, лъв и епископ

### Други растения
- Левурда (герб на някогашната обяина Оберрамзерн в Швейцария)
- Обикновен чемшир (герб на община Обербухситен в Швейцария)
- Горчивче (герб на община Шлеиникон в Швейцария)
- Културен лен (герб на село Оберфлахс в кантон Ааргау)
- Житен клас (герб на община Бирменсторф в кантон Ааргау)
- Коноп (герб на община Ванген-Брютизелен в кантон Цюрих)
- Леска (герб на община Хасле в кантон Люцерн)
- Бъз (герб на община Холдербанк в кантон Ааргау)
- Момина сълза (герб на община Бопелсен в кантон Цюрих)
- Мак (герб на община Мегенвил в кантон Ааргау)
- Лоницера (герб на община Дирикон в кантон Люцерн)
- Бреза и клюква (герб на община Безенбюрен в кантон Ааргау)
- Лоза с четири грозда (герб на община Цайнинген в кантон Ааргау)
- Лоза (герб на град Бюзинген ам Хохрайн)
- Лоза с козел (герб на град Люблин)
- Папур (герб на село Мюсванген в кантон Люцерн)
- Остролистен джел (герб на някогашната община Балм бай Месен в кантон Золотурн)
- Жълтуга (герб на община Майерскапел в кантон Люцерн)
- Гъба с кафява шапка (Герб на община Хомоле у Пани в Чехия)
- Лоза с грозд (герб на град Вайнгартен)

### Цветовеи плодове
- Ябълка (герб на село Алменс в кантон Граубюнден)
- Два цвята (герб на град Ахтервер в Шлезвиг-Холщайн)
- Два цвята на роза в саксия (герб на селището Кемел в Хесен)
- Сушена круша (герб на квартал Оменхаузен в град Ройтлинген)
- Ягода (герб на квартал Бройнингсвайлер в град Виненден в Баден-Вюртемберг)
- Череши (герб на община Нуглар-Санкт-Панталеон в кантон Золотурн)
- Райска ябълка (герб на Гранада)

### Стилизирани растения
- Пън на дърво с отчупени клони (герб на селището Оберщамхайм в кантон Цюрих)
- Цвят на левурда (герб на община Унтеррамзерн в кантон Золотурн)
- Детелина и кръст (герб на община Мургентал в кантон Ааргау)
- Лилия (герб на град Висбаден)
- Звезда от жезъли с върхове във вид на лилия (герб на община Брунег в кантон Ааргау)
- Цвят на роза (герб на община Райхенбург в кантон Швиц)
- Лоза (герб на селището Ремлинген в Бавария)

## Виж също
- Хералдика
- Герб
- Хералдическа фигура
- Бестиарий
- Блазон